# Orto botanico di Brocken
Brockengarten è un orto botanico alpino sulla cima del Brocken (1.142 m sul livello del mare), la vetta più alta delle montagne Harz della Germania. Si trova all'interno del Parco Nazionale Harz vicino a Wernigerode nello stato della Sassonia-Anhalt e ha una scorta di circa 1600 tipi di piante. Tra questi vi sono specie che crescono solo nella regione del Brocken, come l'anemone di Brocken o la pulsatilla alpina e la pianta di Brocken, ma il suo obiettivo principale sono le piante alpine come il camedrio alpino e il salice svizzero. È aperto tutti i giorni gratuitamente.

## Storia

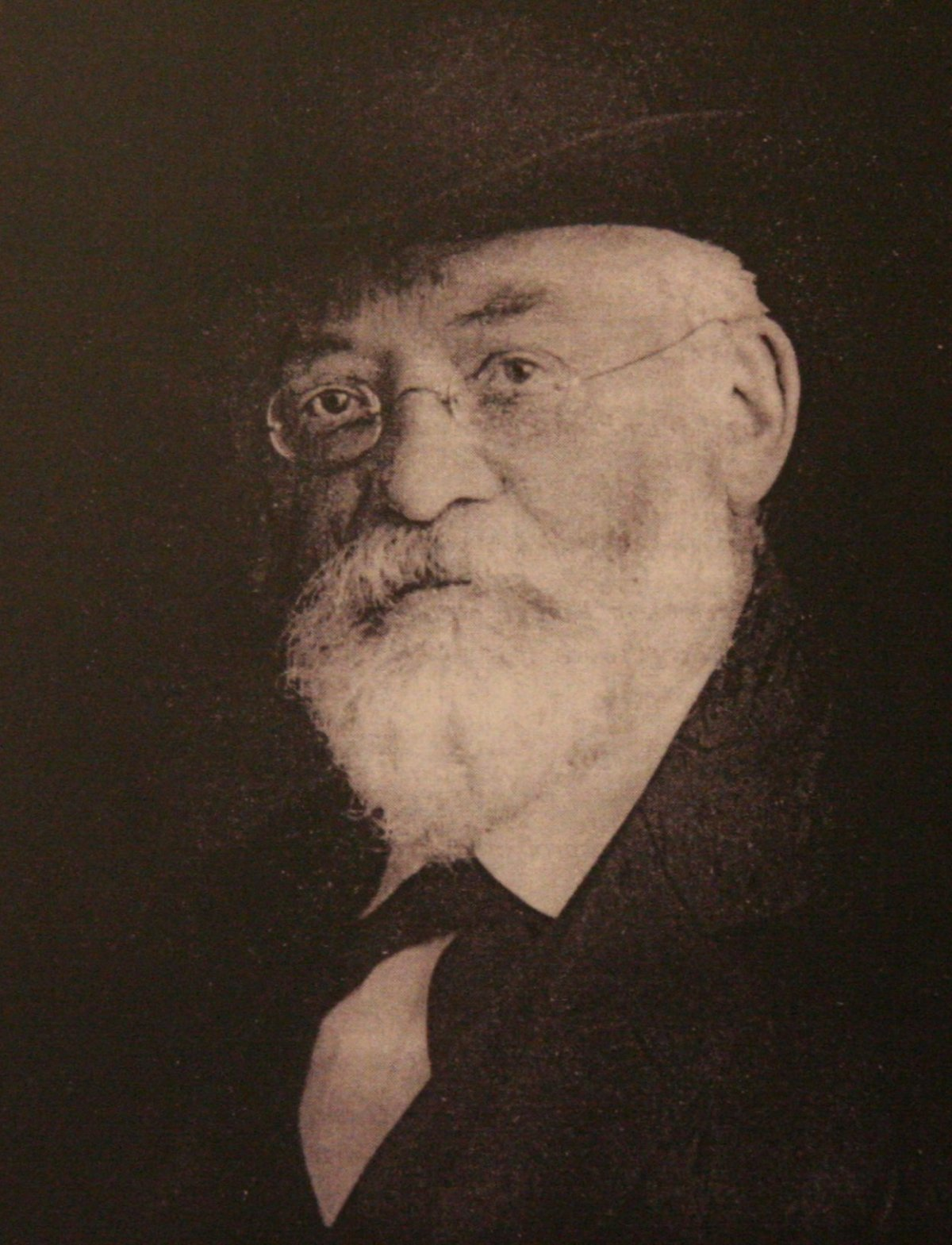
Albert Peter

Nel 1760 esisteva già un giardino di erbe sull'Heinrichshöhe e nel 1761 un giardino con le piante del Brocken era allestito a Schierke. Ma fu solo nel 1890 che il giardino Brocken fu fondato da Albert Peter con il permesso del principe Otto zu Stolberg-Wernigerode nella tenuta reale. Peter era un naturalista e capo dell'orto botanico di Göttingen. Lo scopo del giardino sperimentale era di ricercare l'adattabilità delle piante alpine alle condizioni di un nuovo habitat. Grazie alla sua posizione settentrionale ed esposta, la cima al monte Brocken (1.141 m) è stata paragonata ad altezze climatiche di circa 1.700 - 1.900 m nelle Alpi svizzere.
Fino al 1945 l'orto Brocken era gestito da scienziati dell'Università di Gottinga. Solo negli anni dal 1914 al 1934 e dal 1945 al 1950 il lavoro si è dovuto fermare a causa dell'impatto delle due guerre mondiali. Nel 1950 l'Università di Halle-Wittenberg ne rilevò il mantenimento.
Quando il Brocken fu dichiarato zona fuori limite, il giardino botanico fu chiuso al pubblico nel 1961 e perse la sua importanza. Nel 1971 tutto il lavoro scientifico e orticolo dovette fermarsi. Nel periodo che seguì le piante autoctone occuparono una gran parte del giardino. Nel 1989 solo 90 delle oltre 1.400 specie coltivate sono state trovate. Dopo la riunificazione della Germania, l'orto Brocken è stato riorganizzato congiuntamente al Parco nazionale dell'Harz e ai giardini botanici delle università di Halle e Gottinga.

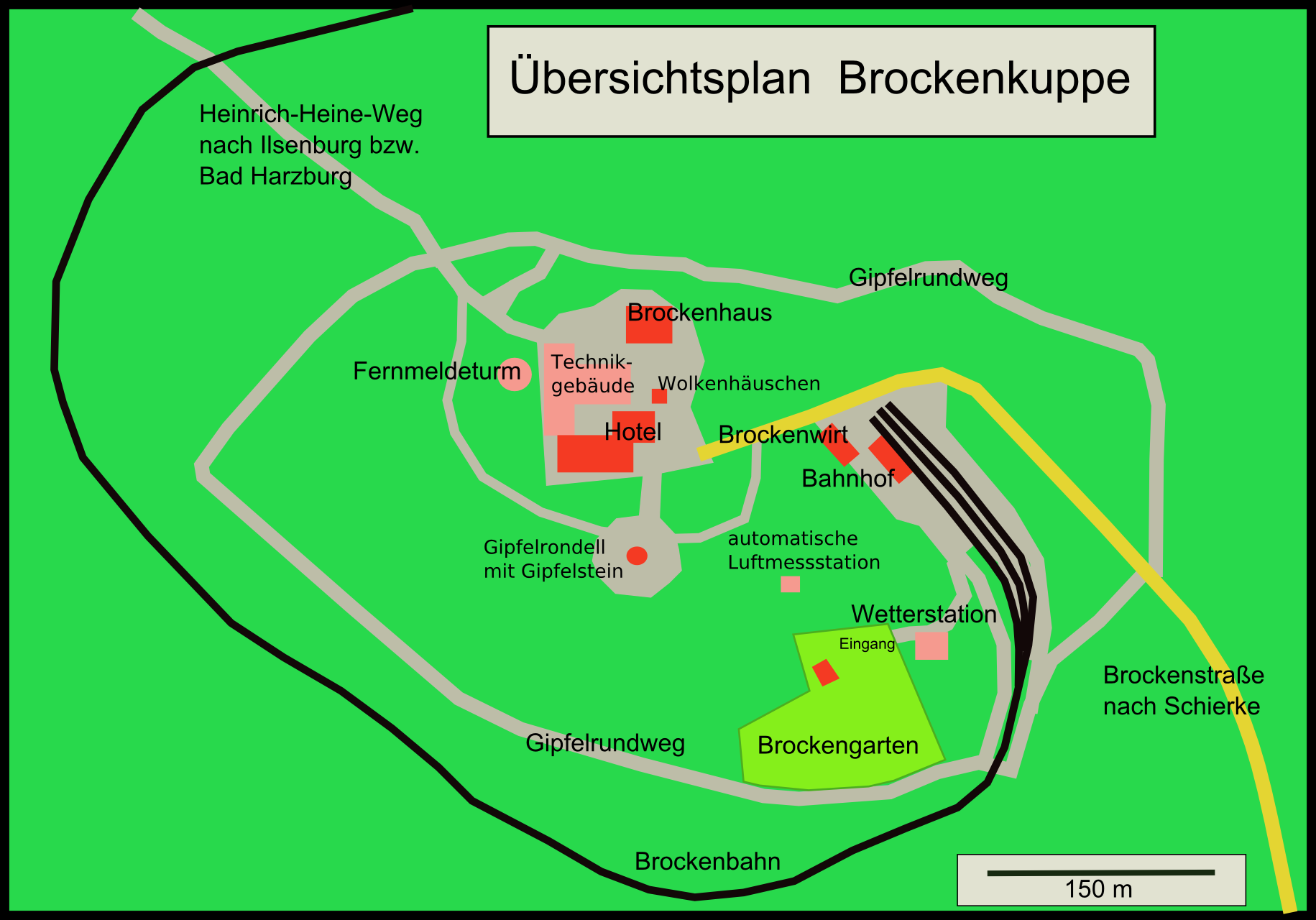
La posizione del giardino di Brocken sulla cima della montagna

Oggi il giardino comprende un'area di osservazione pubblica e un'area sperimentale, chiusa al pubblico, in cui vengono condotti esperimenti di conservazione di biotopi e delle specie. Inoltre, il giardino è dedicato alla rinaturalizzazione del vertice di Brocken.
L'orto di Brocken è aperto al pubblico tra maggio e metà ottobre. Nel 2008 c'erano circa 9.000 visitatori.

## Compiti
L'orto di Brocken supporta l'istruzione accademica, la ricerca, la conservazione, l'istruzione scolastica e l'informazione pubblica e quindi le funzioni che gli sono state date dal suo fondatore, Albert Peter.

## Clima
La temperatura media annuale è di 2,9 °C (basata sul periodo 1960-1990), con una media di 171 giorni di gelo e 176 giorni con copertura nevosa. Solo i mesi di luglio e agosto sono generalmente senza ghiaccio. La precipitazione annuale è di 1.814 litri per metro quadrato, l'umidità media annuale è dell'88% e ci sono 306 giorni di foschia o nebbia. Il vertice del Brocken è uno dei posti più ventosi in Europa. La velocità del vento misurata più alta era di 263 km / h (nel 1984).